# Tokyo Solamachi
Tokyo Solamachi (東京ソラマチ, Tōkyō Solamachi) est un centre commercial situé au pied de la Tokyo Skytree dans le quartier d'Oshiage de l'arrondissement Sumida-ku de Tokyo. Il fait partie de la Tokyo Skytree Town.

## Commerces
On y trouve plus de trois cents magasins,, 
cafés, et restaurants de cuisine japonaise ou étrangère,
répartis sur une dizaine d'étages.

## Accès
Plusieurs lignes de trains et métros déservent les gares de Tokyo Skytree ou Oshiage (lignes Tobu Skytree, Hanzōmon, Keisei, Toei Asakusa),
ainsi que des lignes de bus (Skytree Shuttle, Sumida City Loop Bus, Toei Bus).
Deux parkings à vélo sont à disposition
ainsi que deux parkings à voiture.